# Pharopalatset
Pharopalatset, franska: Palais du Pharo (från occitanskans faròt, "fyr") är ett byggnadsminnesmärkt palats i Marseille, beläget i stadsdelen Le Pharo i 7:e arrondissementet. Palatset uppfördes på beställning av kejsar Napoleon III av Frankrike, för hans maka Eugénie de Montijo, under andra halvan av 1800-talet, men fullbordades först efter kejsardömets fall.
Idag används det som konferens- och evenemangslokal av staden Marseille. Palatset är beläget med utsikt över hamninloppet till Marseilles gamla hamn, och på landsidan ligger parken Jardin du Pharo.

## Historia

### Historisk bakgrund

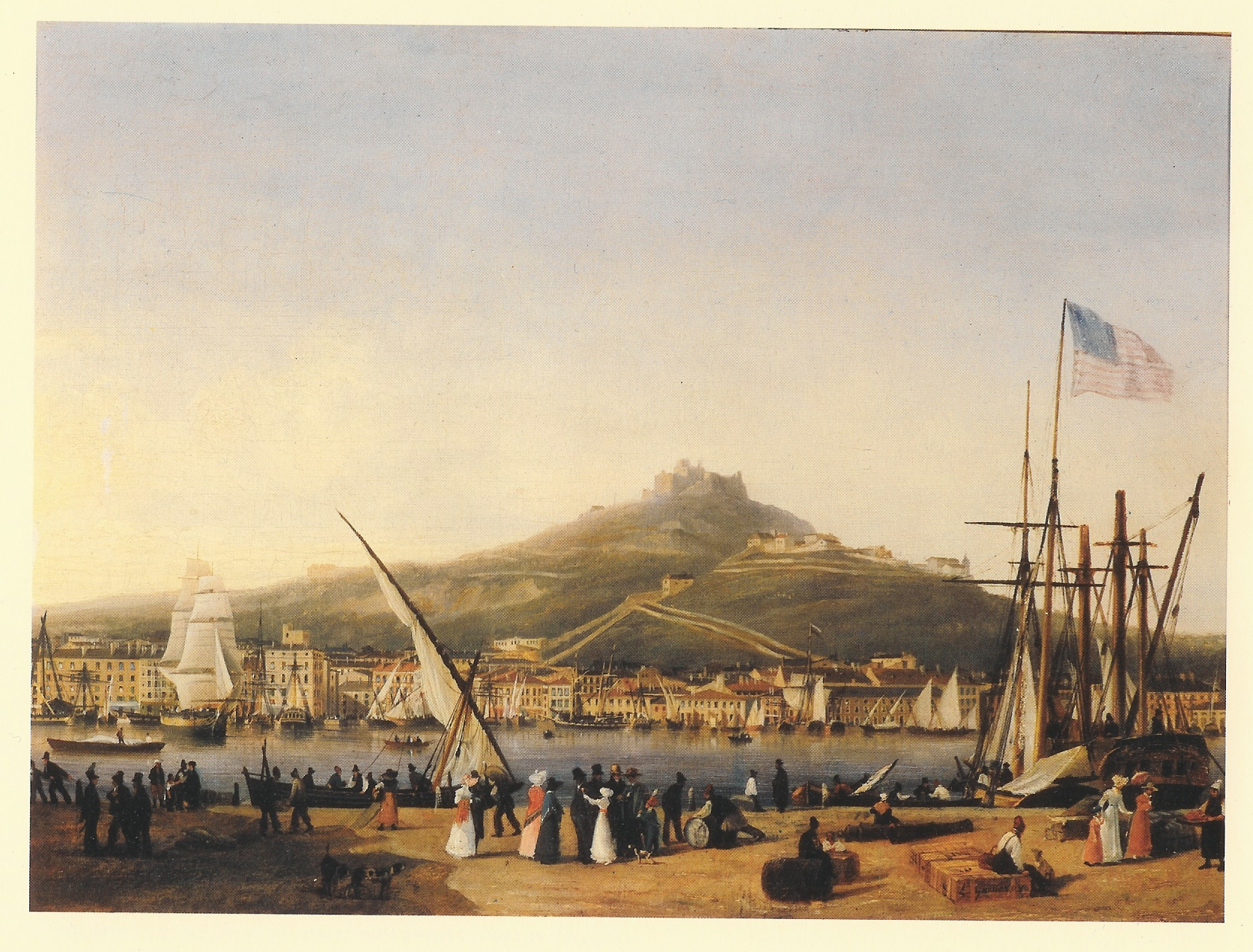
Marseilles gamla hamn år 1820. Oljemålning av Ambroise-Louis Garneray.

Staden Marseille genomgick en omfattande förändring under slutet av 1700-talet och början av 1800-talet, driven av dess blomstrande ekonomiska aktivitet. Det årliga värdet av Marseilles sjöfarts import och export ökade med 852 miljoner franc och befolkningen ökade från 106 000 invånare år 1792 till 195 000 invånare 1852. För att möta stadens nya behov genomförde Napoleon III ett omfattande byggnads- och moderniseringsprogram för stadens befintliga infrastruktur. Från 1852 avsattes medel bland annat till uppförandet av Palais de la Bourse och renoveringen av Hôtel-Dieu och hamnen i La Joliette.
Detta förklarar Napoleon III:s många besök som inleddes i slutet av 1840-talet, redan under hans tid som president för den andra franska republiken – då under namnet Louis Napoléon Bonaparte. I synnerhet under ett besök 1851 uttryckte han en önskan om att uppföra en bostad i staden. Kommunen var snabb att tillmötesgå hans önskan genom att ställa en summa av en miljon francs till hans förfogande. Den lokala entusiasmen för projektet kan delvis härledas till hans medelhavsorienterade politik som gynnade Marseilles utveckling. För den donerade summan inköptes marken som palatset skulle uppföras på.

### Uppförande
Efter att Louis Napoléon efter en statskupp utropats till kejsar Napoleon III i november 1852 gav han arkitekten Samuel Vaucher från Genève i uppdrag att välja ut en lämplig plats för bygget av ett kejserligt residens. Vaucher valde klippan Teste de More som dominerar Marseilles hamninlopp med en panoramautsikt över kusten. Vaucher lade fram sina planer för kejsaren i februari 1853, och efter tillägg av arkitekten Hector-Martin Lefuel godkändes planerna. Projektet liknade Villa Eugénie i Biarritz, som uppfördes 1854. 

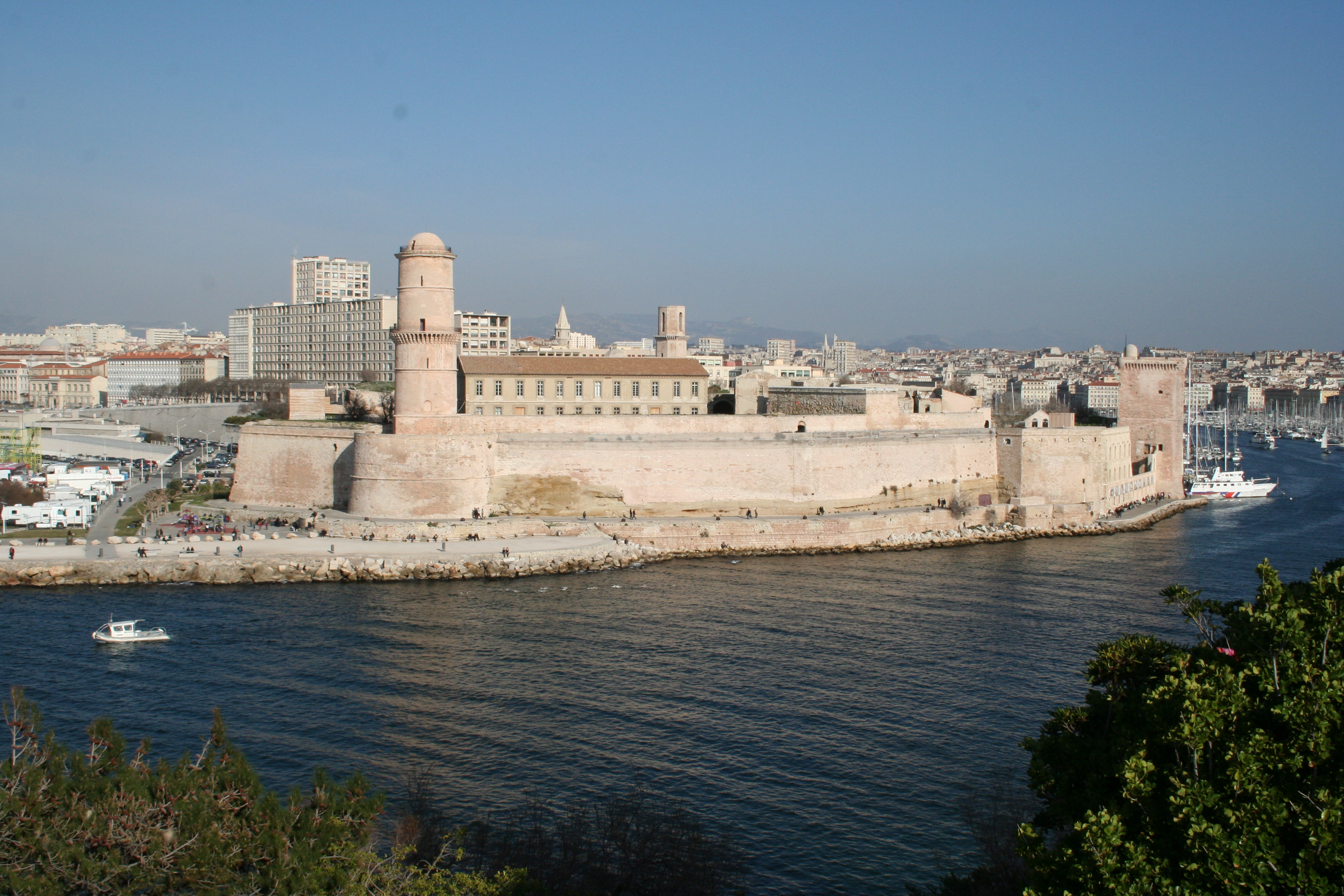
Palatset har utsikt över Fort Saint-Jean och hela Marseilles hamn.

Kommunen kom att få betala nästan 1 200 000 francs för marken. En rad förberedande markarbeten krävdes för att jämna ut platsens kraterform. Den första stenen till palatset lades därför inte förrän 15 augusti 1858, S:t Napoleons dag. De parallella byggarbetena på Villa Eugénie fick kejsaren att vilja ta hänsyn till de senaste tekniska framstegen. Lefuel fick i uppdrag att genomföra studier i denna riktning och arbetet stoppades i november. Det återupptogs sedan men bromsades av bristen på krediter och brist på byggnadssten, på grund av det samtidiga uppförandet av Sankta Mariakatedralen i Marseille. I augusti 1861 avskedades Vaucher som ansvarig för bygget, då han hölls ansvarig för förseningarna. Han ersattes av Henri-Jacques Espérandieu, en i samtiden välrenommerad arkitekt som ritat Notre-Dame de la Garde-basilikan i närheten.
Samtidigt anförtroddes arbetet med interiör- och fasaddekorationer åt skulptörerna François Gilbert, Vittoz och Simon. Men trots Espérandieus utnämning stod Pharopalatset fortfarande inte färdigt vid andra franska kejsardömets fall 1871. Det kejserliga paret bodde därför aldrig där.

### Efter Napoleon III
Efter regimens fall attackerade revolutionärerna alla kejsardömets symboler. Folkmassan riktade särskilt in sig på alla Napoleonska emblem och ornament som dekorerade byggnadens fasad. När kejsaren dog 1873 gjorde staden Marseille anspråk på äganderätten till palatset och vidtog rättsliga åtgärder mot kejsarinnan som hävdade sina arvsanspråk. En lång och bitter juridisk strid följde och exkejsarinnan vann slutligen 1884. Eugénie beslutade då att upplåta slottet och dess park till staden, under förutsättning att de skulle användas för allmännyttiga ändamål.
Under en koleraepidemi 1884 förvandlades byggnaden, som fortfarande inte var helt färdigställd, till ett epidemisjukhus kallat Pharosjukhuset. Detta var i bruk fram till slutet av 1800-talet, som kolerasjukhus och därefter även för tuberkulospatienter. Vid ena sidan av huvudvägen fram till slottet uppfördes 1890 annexbyggnader för den medicinska fakulteten; 1905 inrättades istället arméns institut för tropisk medicin – Pharo-skolan – här. Sedan 2012 är annexbyggnaden huvudbyggnad för Aix-Marseilles universitet.
Palatsets huvudbyggnad fungerar idag som mottagningslokaler för staden Marseille. Vissa tillbyggnader har genomförts, främst genom att underjordiska utrymmen under parken skapats, utrymmen som genom glasrutor erbjuder utsikt över den gamla hamnen. Här finns även ett auditorium där bland annat Marseilleoperan erbjuder ett konsertprogram. Dessutom står här en byggnad uppförd för Aix-Marseille-Provence storstadsområde, som idag disponeras av regionala organ. 
Nära palatset mot kustsidan ligger Monumentet över havets hjältar och offer. Denna stora metallskulptur, skulpterad av André Alexandre Verdilhan, invigdes 1923.

## Arkitektur
Palatset har två sidoflyglar som bildar vindskydd mot mistralen, och visar fler likheter med badortsarkitektur än med ett traditionellt kejserligt residens. Byggprojektet var kraftigt influerat av Napoleon III:s byggprojekt Villa Eugénie i Biarritz, färdigställt 1854. Även om den U-formade planlösningen liknar Villa Eugénie, är Pharopalatset mer monumentalt till sin utformning och yta och helt uppfört i sten, till skillnad från Villa Eugénies tegelfasader.
Bland referenserna till klassisk arkitektur finns bland annat fasader som genomborrats med halvcirkelformade valv på bottenvåningen, samt på övervåningarna välvda fönster som utsmyckats med girlanger och musslor. Den triangulära frontonens tympanon är utsmyckad med staden Marseilles vapen flankerat av två keruber. Mönstren på bottenvåningen i slipad sten är utförda av Marseilleskulptören Simon.
Palatset står i en 5,7 hektar stor offentlig park. Denna är officiellt uppkallad efter biokemisten och mikrobiologen Émile Duclaux, men Marseilleborna benämner den i dagligt tal Jardin du Pharo.